# San Luis Potosí (État)
Pour les articles homonymes, voir San Luis.
San Luis Potosí (prononcé en espagnol : /san ˈlwis potoˈsi/), officiellement l'État libre et souverain de San Luis Potosí (Estado Libre y Soberano de San Luis Potosí /esˈtado ˈliβɾe i soβeˈɾano de san ˈlwis potoˈsi/), est un État du Mexique situé au centre-nord du pays. Il est bordé par les États de Jalisco, Guanajuato, Querétaro, Hidalgo, Veracruz, Tamaulipas, Nuevo León, Coahuila et Zacatecas.

## Histoire
Autrefois, la région était habitée par les Huaxtèques et Chichimèques. Les Espagnols découvrirent d'importants gisements d'or et d'argent lorsqu'ils arrivèrent dans cette région. Cette référence aux ressources minières se retrouve dans la dernière partie du nom de l'État. Le suffixe Potosí est, en effet, donné aux villes et régions riches en métaux précieux. De plus, on retrouve la représentation de deux métaux et des mines dans les armoiries de l'État.

## Politique et administration
Le gouverneur de l'État est Ricardo Gallardo Cardona, du Parti vert écologiste (PVE), depuis le 26 septembre 2021.

## Géographie
|           | Nuevo León           | Tamaulipas |
| Zacatecas | San Luis Potosí      | Veracruz   |
|           | Guanajuato Querétaro | Hidalgo    |

### Flore et faune
| Flore et faune |                     |                       |                  |               |
|                |                     |                       |                  |               |
| Dasypodidae    | Puma                | Tamiasciurus          | Vulpes           | Urubu noir    |
|                |                     |                       |                  |               |
| Psittacidae    | Crotale cascabelle  | Tayassuidae           | Cerf de Virginie | Lynx roux     |
|                |                     |                       |                  |               |
| Érable argenté | Figuier de Barbarie | Echinocactus grusonii | Cactus rustique  | Pin ponderosa |